# Filip Frano Nakić
Filip Frano Nakić (Silba, 3. listopada 1837. – Split, 19. prosinca 1910.), hrvatski svećenik te splitski i makarski biskup. Zaređen je za biskupa 1889. godine.

## Životopis
Osnovao je u Splitu katoličku tiskaru (Leonova tiskara), knjižaru i pokrenuo katoličke novine Dan. Podignuo je i novi Biskupski dvor.